# Surface-enhanced laser desorption/ionization
SELDI (de sus siglas en inglés Surface-enhanced laser desorption/ionization) es un método de ionización en espectrometría de masas utilizado para el análisis de mezclas proteicas. En general, se utiliza con espectrómetros de masas TOF para detectar proteínas en muestras de tejido, sangre, orina u otras muestras clínicas. La comparación entre distintos niveles de proteína en pacientes que padecen y que no padecen una enfermedad se utiliza para el descubrimiento de biomarcadores